# Dosinia
Dosinia је род морских шкољки из породице Veneridae, потпородице Dosiniinae Deshayes, 1853. Љуштура Dosinia врста је у облику диска, углавном беле боје, те доста подсећа на шкољке породице Lucinidae.
Род је познат од периода креде до периода Холоцен (распон година: пре 99,7 до 0.0 милиона година). Фосили врста у оквиру овог рода су пронађени широм света.

## Врсте
Живе и изумрле врсте у оквиру овог рода су:
- Dosinia abyssicola T. Habe, 1961 Индо
- Dosinia adami Nicklès, 1955
- Dosinia acetabulum  Conrad 1832 †
- Dosinia acetabulum  thori Ward 1992 †
- Dosinia africana  Gray 1838
- Dosinia alta (R. W. Dunker, 1848) Црвено море
- Dosinia altenai Fischer
- Dosinia amphidesmoides (Reeve, 1850) Индо
- Dosinia angulosa Philippi, 1847 Пацифик
- Dosinia anus (Philippi,1848)
- Dosinia aspera Reeve, 1850 Индо
- Dosinia bilunulata (Gray, 1838) Индо
- Dosinia biscocta (Reeve, 1850) Индо
- Dosinia bruguieri (Gray, 1838) Аустралија
- Dosinia burckhardti  Ihering 1907 †
- Dosinia caelata Reeve, 1851 Црвено море
- Dosinia caerulea  Reeve 1850 †
- Dosinia caerulea Reeve, 1850 Аустралија
- Dosinia canaliculata G. B. Sowerby III, 1887 Кина, Јапан
- Dosinia castigata  Marwick 1960 †
- Dosinia chikuzenensis  Nagao 1928 †
- Dosinia chipolana  Dall 1903 †
- Dosinia coloradoensis  Rivera 1957 †
- Dosinia concentrica (I. von Born, 1778) - West Indian Dosinia, Пацифик
- Dosinia contusa (Reeve, 1850) Аустралија
- Dosinia corcula Römer, 1870 Кина
- Dosinia corrugata Reeve, 1850 Кина, Јапан
- Dosinia cumingii Reeve, 1850 Кина, Јапан
- Dosinia derupta Römer, 1860 Кина
- Dosinia discus (Reeve, 1850) - Disk dosinia, од Вирџиније до Флориде
- Dosinia dunkeri (Philippi, 1844) Западна Америка
- Dosinia elegans (Conrad, 1843) - Elegant Dosinia, Северна Каролина до Тексаса
- Dosinia erythraea Römer, 1860
- Dosinia eudeli Fischer
- Dosinia exasperata (Philippi, 1847) Аустралија
- Dosinia excisa  Schröter 1788
- Dosinia exoleta (Linnaeus, 1758) - Rayed Artemis, Boreal-Atlantic and Lusitanian regions
- Dosinia extranea (Iredale, 1937) Аустралија
- Dosinia falconensis  Hodson 1931 †
- Dosinia glauca Reeve, 1850 Јапан
- Dosinia greyi Zittel,1864
- Dosinia gruneri Philippi, 1848 Кина, Јапан
- Dosinia hayashii T. Habe, 1976 Јапан
- Dosinia hepatica (Lamarck, 1818) Јужна Афрка
- Dosinia histrio  Gmelin 1791
- Dosinia histrio (Gmelin, 1791) Индо
- Dosinia histrio iwakawai Oyama & Habe, 1971 Јапан
- Dosinia imparistriata  Tate 1887 †
- Dosinia incisa (Reeve, 1850) Аустралија
- Dosinia insularum Fischer
- Dosinia isocardia (R. W. Dunker, 1843) Западна Африка
- Dosinia iwakawai Oyama & Habe, 1971 Индо
- Dosinia japonica (Reeve, 1856) Северни Пацифик  [= Reeve, 1850 fide Abbott]
- Dosinia juvenilis (Gmelin, 1791) Индо
- Dosinia kaspiewi  Fischer-Piette 1967 †
- Dosinia kaspiewi Fischer
- Dosinia lambata (Gould,1850)
- Dosinia lamellatum Reeve, 1850 Јапан
- Dosinia laminata (Reeve, 1850) Индо
- Dosinia lechuzaensis  Rivera 1957 †
- Dosinia lucinalis (Lamarck, 1835) Аустралија
- Dosinia lupinus (Linnaeus, 1758)  - Smooth Artemis, Boreal-Atlantic and Lusitanian regions
  - Dosinia lupinus afra Gmelin, 1791 Габон
  - Dosinia lupinus comta S. L. Lovén, 1846 Европа
  - Dosinia lupinus lincta Pulteney, 1799 Норвешка
- Dosinia maoriana Oliver,1923
- Dosinia mastrichtiensis  Vogel 1895 †
- Dosinia meridonalis  Ihering 1897 †
- Dosinia nanus Reeve, 1850 Кина
- Dosinia nedigna (Iredale, 1930) Аустралија
- Dosinia nipponicum  Okutani & Habe, 1988 Јапан
- Dosinia orbicularis  Agassiz 1845 †
- Dosinia orbiculata R. W. Dunker, 1877 Кина, Јапан
- Dosinia orbignyi R. W. Dunker, 1845 Западна Африка
- Dosinia penicillata Reeve, 1850 Индо
- Dosinia phenax Finlay, 1930 Нови Зеланд
- Dosinia physema Römer, 1870 Јапан
- Dosinia protojuvenilis  Noetling 1901 †
- Dosinia pseudoargus  d'Archiac and Haime 1853 †
- Dosinia pseudoargus  gedrosiana Vredenburg 1928 †
- Dosinia pubescens Philippi, 1847 Индо
- Dosinia puella Angas, 1867
- Dosinia radiata Reeve, 1850 Црвено море
- Dosinia roemeri R. W. Dunker, 1863 Јапан
- Dosinia santana  Loel and Corey 1932 †
- Dosinia scabriuscula Philippi, 1847 Јапан
- Dosinia scalaris  Menke 1843 †
- Dosinia scalaris (C. T. Menke, 1843) Индо
- Dosinia sculpta  Hanley 1845 †
- Dosinia sculpta (Hanley, 1845) Аустралија
- Dosinia semiobliterata  Deshayes 1853
- Dosinia sieboldii Reeve, 1850 Јапан
- Dosinia stabilis Iredale, 1929 Indo
- Dosinia subalata Smith, 1916 Кина, Јапан
- Dosinia subdichotoma Dunker, 1865 неприхваћена
- Dosinia subrosea (Gray,1835)
- Dosinia subulata Smith, 1916 Јапан
- Dosinia troscheli (Lischke, 1873) Индо
- Dosinia truncata Zhuang, 1964 Кина
- Dosinia tugaruana  Nomura 1935 †
- Dosinia tumida (Gray, 1838) Црвено море
- Dosinia variegata (Gray, 1838) Индијски Океан
- Dosinia victoriae (Gatliff and Gabriel, 1914) Аустралија
- Dosinia waiparaensis Marwick, 1927 †
- Dosinia waipipiensis Marwick, 1927 †
- Dosinia waitakiensis Marwick, 1927 †
- Dosinia zelandica Gray, 1835 неприхваћена
- Dosinia zilchi Fischer неприхваћена

- врста Dosinia puella Römer, 1863 (taxon inquirendum)

- подрод Dosinia (Asa) Bastérot, 1825 представљен као Dosinia Scopoli, 1777
- подрод Dosinia (Austrodosinia) Dall, 1902 представљен као Dosinia Scopoli, 1777
  - врста Dosinia (Austrodosinia) anus (Philippi, 1848) представљена као Dosinia anus (Philippi, 1847)
  - врста Dosinia (Austrodosinia) kaawaensis Marwick, 1927 † представљена као Dosinia kaawaensis Marwick, 1927 †
  - врста Dosinia (Austrodosinia) magna Hutton, 1873 † представљена као Dosinia magna Hutton, 1873 †
  - врста Dosinia (Austrodosinia) sodalis Marwick, 1929 † представљена као Dosinia sodalis Marwick, 1929 †
  - врста Dosinia (Austrodosinia) waitakiensis Marwick, 1927 † представљена као Dosinia waitakiensis Marwick, 1927 †
  - врста Dosinia (Austrodosinia) horrida Marwick, 1927 прихваћена као Dosinia anus (Philippi, 1847)
- подрод Dosinia (Bonartemis) Iredale, 1929 представљен као Dosinia Scopoli, 1777
  - врста Dosinia (Bonartemis) cunninghami M. Huber, 2010 представљена као Dosinia cunninghami M. Huber, 2010
- подрод Dosinia (Dosinella) Dall, 1902 предстсвљен као Dosinia Scopoli, 1777
- подрод Dosinia (Dosinia) Scopoli, 1777 представљен као Dosinia Scopoli, 1777
- подрод Dosinia (Dosinobia) Finlay & Marwick, 1937 † представљен као Dosinia Scopoli, 1777
  - врста Dosinia (Dosinobia) ongleyi Marwick, 1927 † представљена као Dosinia ongleyi Marwick, 1927 †
  - врста Dosinia (Dosinobia) perplexa Marwick, 1927 † представљена као Dosinia perplexa Marwick, 1927 †
- подрод Dosinia (Fallartemis) Iredale, 1930 представљен као Dosinia Scopoli, 1777
  - врста Dosinia (Fallartemis) lambata (Gould, 1850) представљен као Dosinia lambata (Gould, 1850)
- подрод Dosinia (Kakahuia) Marwick, 1927 представљен као Dosinia Scopoli, 1777
  - врста Dosinia (Kakahuia) suteri Marwick, 1927 † представљен као Dosinia suteri Marwick, 1927 †
- подрод Dosinia (Kereia) Marwick, 1927 представљен као Dosinia Scopoli, 1777
  - врста Dosinia (Kereia) castigata Marwick, 1960 † представљен као Dosinia castigata Marwick, 1960 †
  - врста Dosinia (Kereia) chathamensis Marwick, 1928 † представљен као Dosinia chathamensis Marwick, 1928 †
  - врста Dosinia (Kereia) cottoni Marwick, 1927 † представљен као Dosinia cottoni Marwick, 1927 †
  - врста Dosinia (Kereia) densicosta Marwick, 1927 † представљен као Dosinia densicosta Marwick, 1927 †
  - врста Dosinia (Kereia) greyi Zittel, 1865 представљен као Dosinia greyi Zittel, 1865
  - врста Dosinia (Kereia) mackayi Marwick, 1927 † представљен као Dosinia mackayi Marwick, 1927 †
  - врста Dosinia (Kereia) macroptera C. A. Fleming, 1943 † представљен као Dosinia macroptera C. A. Fleming, 1943 †
  - врста Dosinia (Kereia) waiparaensis Marwick, 1927 † представљен као Dosinia waiparaensis Marwick, 1927 †
- подрод Dosinia (Pectunculus) da Costa, 1778 представљен као Dosinia Scopoli, 1777
  - врста Dosinia (Pectunculus) maoriana W. R. B. Oliver, 1923 представљен као Dosinia maoriana Oliver, 1923
- подрод Dosinia (Phacosoma) Jukes-Browne, 1912 представљен као Dosinia Scopoli, 1777
  - врста Dosinia (Phacosoma) subrosea (Gray, 1835) представљен као Dosinia subrosea (Gray, 1835)
  - врста Dosinia (Phacosoma) wanganuiensis Marwick, 1928 † прихваћена Dosinia (Phacosoma) subrosea (Gray, 1835) представљен као Dosinia subrosea (Gray, 1835)
- подрод Dosinia (Raina) Marwick, 1927 представљен као Dosinia Scopoli, 1777
  - врста Dosinia (Raina) bartrumi Laws, 1930 † представљен као Dosinia bartrumi Laws, 1930 †
  - врста Dosinia (Raina) benereparata Laws, 1930 † представљен као Dosinia benereparata Laws, 1930 †
  - врста Dosinia (Raina) bensoni Marwick, 1927 † представљен као Dosinia bensoni Marwick, 1927 †
  - врста Dosinia (Raina) imperiosa Marwick, 1929 † представљен као Dosinia imperiosa Marwick, 1929 †
  - врста Dosinia (Raina) nukumaruensis Marwick, 1927 † представљен као Dosinia nukumaruensis Marwick, 1927 †
  - врста Dosinia (Raina) paparoaensis Marwick, 1927 † представљен као Dosinia paparoaensis Marwick, 1927 †
  - врста Dosinia (Raina) powelli Marwick, 1948 † представљен као Dosinia powelli Marwick, 1948 †
  - врста Dosinia (Raina) waipipiensis Marwick, 1927 † представљен као Dosinia waipipiensis Marwick, 1927 †
  - врста Dosinia (Raina) sodalis Marwick, 1929 † представљен као Dosinia (Austrodosinia) sodalis Marwick, 1929 † представљен као Dosinia sodalis Marwick, 1929 † (original combination)

- подрод Dosinia (Sinodia) Jukes-Browne, 1908 прихваћена као Pelecyora Dall, 1902
  - врста Dosinia (Sinodia) excisa (Röding, 1798) прихваћена као Pelecyora excisa (Röding, 1798)
- врста Dosinia affinis Deshayes, 1853 прихваћена као Dosinia concentrica (Born, 1778)
- врста Dosinia altenai Fischer-Piette & Delmas, 1967 прихваћена као Dosinia circularis Römer, 1862
- врста Dosinia amethystina Römer, 1860 прихваћена као Dosinia lucinalis (Lamarck, 1818)
- врста Dosinia amphidesmoides Habe, 1971 прихваћена као Dosinia subalata E. A. Smith, 1916
- врста Dosinia annae Carpenter, 1857 прихваћена као Dosinia semiobliterata Deshayes, 1853
- врста Dosinia becki W. H. Turton, 1932 прихваћена као Dosinia hepatica (Lamarck, 1818)
- врста Dosinia bertini Fischer-Piette & Delmas, 1967 прихваћена као Dosinia nedigna (Iredale, 1930)
- врста Dosinia biscocta Römer, 1862 прихваћена као Dosinia malecocta Fischer-Piette & Delmas, 1967
- врста Dosinia brasiliensis White, 1887 прихваћена као Dosinia concentrica (Born, 1778)
- врста Dosinia brevilunulata Fischer-Piette & Delmas, 1967 (?Phil,38) прихваћена као Dosinia glauca (Reeve, 1850)
- врста Dosinia bruguieri Lamprell & Whitehead, 1992 прихваћена као Dosinia areolata Römer, 1870
- врста Dosinia ceylonica Dunker, 1865 прихваћена као Pelecyora ceylonica (Dunker, 1865)
- врста Dosinia circinaria Deshayes, 1853 прихваћена као Dosinia crocea Deshayes, 1853
- врста Dosinia complanata Locard, 1891 прихваћена као Dosinia exoleta (Linnaeus, 1758) (synonym)
- врста Dosinia consobrina Deshayes, 1853 прихваћена као Dosinia hepatica (Lamarck, 1818)
- врста Dosinia contusa Römer, 1862 прихваћена као Dosinia sanata Fischer-Piette & Delmas, 1967
- врста Dosinia corculum Römer, 1870 прихваћена као Pelecyora corculum (Römer, 1870)
- врста Dosinia coryne A. Adams, 1856 прихваћена као Dosinia caerulea (Reeve, 1850)
- врста Dosinia cretacea Römer, 1862 прихваћена као Dosinia kaspiewi Fischer-Piette & Delmas, 1967
- врста Dosinia cruda Fischer-Piette & Delmas, 1967 прихваћена као Dosinia queenslandica Healy & Lamprell, 1992
- врста Dosinia cydippe A. Adams, 1856 прихваћена као Dosinia caerulea (Reeve, 1850)
- врста Dosinia denisi Fischer-Piette & Delmas, 1967 прихваћена као Dosinia nedigna (Iredale, 1930)
- врста Dosinia derupta Römer, 1860 прихваћена као Pelecyora nana (Reeve, 1850)
- врста Dosinia diana A. Adams & Angas, 1864 прихваћена као Dosinia caerulea (Reeve, 1850)
- врста Dosinia dilatata Deshayes, 1853 прихваћена као Dosinia amphidesmoides (Reeve, 1850)
- врста Dosinia eburnea Römer, 1860 прихваћена као Dosinia juvenilis (Gmelin, 1791)
- врста Dosinia elegans (Conrad, 1843) прихваћена као Dosinia concentrica (Born, 1778)
- врста Dosinia euclia Cotton & Godfrey, 1938 прихваћена као Lucinoma euclia (Cotton & Godfrey, 1938)
- врста Dosinia eudeli Fischer-Piette & Delmas, 1967 прихваћена као Pelecyora eudeli (Fischer-Piette & Delmas, 1967)
- врста Dosinia eunice A. Adams, 1856 прихваћена као Dosinia pubescens (Philippi, 1847)
- врста Dosinia exasperata Lamprell & Whitehead, 1992 прихваћена као Dosinia levissima Fischer-Piette & Delmas, 1967
- врста Dosinia excisa (Röding, 1798) прихваћена као Pelecyora excisa (Röding, 1798)
- врста Dosinia exilium G. B. Sowerby III, 1909 прихваћена као Pelecyora exilium (G. B. Sowerby III, 1909)
- врста Dosinia floridana Conrad, 1866 прихваћена као Dosinia concentrica (Born, 1778)
- врста Dosinia genei Tapparone Canefri, 1874 прихваћена као Dosinia concentrica (Born, 1778)
- врста Dosinia gibba A. Adams, 1869 прихваћена као Pelecyora nana (Reeve, 1850)
- врста Dosinia globa Melvill, 1897 прихваћена као Pelecyora ceylonica (Dunker, 1865)
- врста Dosinia grandis Nelson, 1870 прихваћена као Dosinia ponderosa (Gray, 1838)
- врста Dosinia gratoides Fischer-Piette & Delmas, 1967 прихваћена као Dosinia grata Deshayes, 1853
- врста Dosinia hanleyana H. Adams & A. Adams, 1857 прихваћена као Dosinia angulosa (Philippi, 1847)
- врста Dosinia horrida Marwick, 1927 прихваћена као Dosinia anus (Philippi, 1847)
- врста Dosinia immaculata Tenison Woods, 1876 прихваћена као Dosinia caerulea (Reeve, 1850)
- врста Dosinia inflata Locard, 1886 прихваћена као Dosinia lupinus (Linnaeus, 1758) (synonym)
- врста Dosinia insularum Fischer-Piette & Delmas, 1967 прихваћена као Pelecyora insularum (Fischer-Piette & Delmas, 1967)
- врста Dosinia isocardia (Dunker, 1845) прихваћена као Pelecyora isocardia (Dunker, 1845)
- врста Dosinia jousseaumiana Fischer-Piette & Delmas, 1967 прихваћена као Pelecyora jousseaumiana (Fischer-Piette & Delmas, 1967)
- врста Dosinia juvenilis Lamprell & Whitehead, 1992 прихваћена као Dosinia stabilis (Iredale, 1929)
- врста Dosinia katiawarensis Fischer-Piette & Métivier, 1971 прихваћена као Pelecyora katiawarensis (Fischer-Piette & Métivier, 1971)
- врста Dosinia kraussii Römer, 1862 прихваћена као Dosinia subrosea (Gray, 1835)
- врста Dosinia lamarckii J.E. Gray, 1838 прихваћена као Antigona lamellaris Schumacher, 1817 (misspelling of Dosina)
- врста Dosinia laminata Zhuang, 1964 прихваћена као Dosinia corrugata (Reeve, 1850)
- врста Dosinia levicocta Fischer-Piette & Delmas, 1967 прихваћена као Dosinia queenslandica Healy & Lamprell, 1992
- врста Dosinia lincta (Pulteney, 1799) прихваћена као Dosinia lupinus (Linnaeus, 1758) (synonym)
- врста Dosinia lineolata A. Adams, 1856 прихваћена као Dosinia fibula (Reeve, 1850)
- врста Dosinia listeri J.E. Gray, 1838 прихваћена као Periglypta listeri (J.E. Gray, 1838) (misspelling of genus)
- врста Dosinia longilunata Reeve, 1850 прихваћена као Dosinia angulosa (Philippi, 1847)
- врста Dosinia lupina [sic] прихваћена као Dosinia lupinus (Linnaeus, 1758) (incorrect gender ending)
- врста Dosinia lupinina Locard, 1886 прихваћена као Dosinia lupinus (Linnaeus, 1758) (unjustified emendation)
- врста Dosinia mactracea (Broderip, 1835) прихваћена као Dosina mactracea (Broderip, 1835) (misspelling of Dosina)
- врста Dosinia madecassinus Fischer-Piette & Delmas, 1967 прихваћена као Costellipitar madecassinus (Fischer-Piette & Delmas, 1967) (original combination)
- врста Dosinia malzinii Fischer-Piette & Delmas, 1967 прихваћена као Dosinia turgida (Reeve, 1850)
- врста Dosinia miticula Viader, 1951 прихваћена као Dosinia amphidesmoides (Reeve, 1850)
- врста Dosinia mörchii Römer, 1863 прихваћена као Dosinia alta (Dunker, 1849)
- врста Dosinia nanus (Reeve, 1850) прихваћена као Pelecyora nana (Reeve, 1850)
- врста Dosinia nobilis Deshayes, 1853 прихваћена као Dosinia incisa (Reeve, 1850)
- врста Dosinia nuculoides Römer, 1870 прихваћена као Pelecyora jukesbrowniana (Preston, 1915)
- врста Dosinia obliquata Römer, 1862 прихваћена као Dosinia orbignyi (Dunker, 1845)
- врста Dosinia oblonga Gray, 1843 прихваћена као Dosina mactracea (Broderip, 1835) (misspelling of Dosina)
- врста Dosinia occulta Fischer-Piette & Delmas, 1967 прихваћена као Dosinia hepatica (Lamarck, 1818)
- врста Dosinia ovalis Römer, 1860 прихваћена као Dosinia pubescens (Philippi, 1847)
- врста Dosinia parva G. B. Sowerby III, 1894 прихваћена као Dosinia minor Deshayes in Maillard, 1863
- врста Dosinia polita Deshayes, 1853 прихваћена као Dosinia afra (Gmelin, 1791)
- врста Dosinia pubescens Oliver, 1995 прихваћена као Dosinia labiosa Römer, 1862
- врста Dosinia puella Angas, 1868 прихваћена као Dosinia herbariorum Fischer-Piette & Delmas, 1967 (junior primary homonym of Dosinia puella Römer, 1863)
- врста Dosinia radiata прихваћена као Artemis radiata Reeve, 1850 прихваћена као Dosinia exoleta (Linnaeus, 1758)
- врста Dosinia rajagopali Fischer-Piette, 1976 прихваћена као Pelecyora jukesbrowniana (Preston, 1915)
- врста Dosinia rissoiana Locard, 1886 прихваћена као Dosinia lupinus (Linnaeus, 1758) (synonym)
- врста Dosinia roemeri Dunker, 1863 прихваћена као Dosinia cumingii (Reeve, 1850)
- врста Dosinia salebrosa Römer, 1860 прихваћена као Dosinia altior Deshayes, 1853
- врста Dosinia sieboldi Römer, 1862 прихваћена као Dosinia eduardi Fischer-Piette & Delmas, 1967
- врста Dosinia simplex Adams, 1856 прихваћена као Dosinia angulosa (Philippi, 1847)
- врста Dosinia solidula G. B. Sowerby II, 1852 прихваћена као Dosinia orbignyi (Dunker, 1845)
- врста Dosinia spaldingi Jousseaume, 1894 прихваћена као Dosinia labiosa Römer, 1862
- врста Dosinia specularis Römer, 1860 прихваћена као Dosinia scabriuscula (Philippi, 1847)
- врста Dosinia sphaericula Römer, 1863 прихваћена као Pelecyora sphaericula (Römer, 1862)
- врста Dosinia subdichotoma Dunker, 1865 прихваћена као Dosinia fibula (Reeve, 1850)
- врста Dosinia subulata sensu Okutani, 2000 (неприхваћена)
- врста Dosinia tenuis Récluz, 1852 (неприхваћена)
- врста Dosinia titan Maury, 1925 (неприхваћена)
- врста Dosinia trigona Dautzenberg, 1923 (неприхваћена)
- врста Dosinia trigona (Reeve, 1850) (неприхваћена)
- врста Dosinia tripla Römer, 1860 (неприхваћена)
- врста Dosinia tumida P. Marshall, 1918 † (неприхваћена)
- врста Dosinia zelandica Gray, 1835 (неприхваћена, misspelling of Dosina)
- врста Dosinia zilchi Fischer-Piette & Delmas, 1967 (неприхваћена)